# 景統
景統（けいとう）は、ベトナム後黎朝の憲宗が使用した元号。1498年 - 1504年旧6月。

## 西暦との対照表
| 景統 | 元年   | 2年    | 3年    | 4年    | 5年    | 6年    | 7年    |
| 西暦 | 1498年 | 1499年 | 1500年 | 1501年 | 1502年 | 1503年 | 1504年 |
| 干支 | 戊午   | 己未   | 庚申   | 辛酉   | 壬戌   | 癸亥   | 甲子   |